# Верховный суд Уганды
Верхо́вный суд Уга́нды (англ. Supreme Court of Uganda) — высший судебный орган в Республике Уганда. Находится в столице страны Кампале.
Верховный суд выступает в качестве окончательного апелляционного суда в Уганде. Он наделён правом пересматривать решения принятые Апелляционным судом по результатам рассмотрения апелляций на судебные акты низших судов, также в исключительных случаях может пересмотреть решения любого другого суда, которые предварительно не обжаловались в Апелляционном суде. Юрисдикция Верховного суда ничем не ограничена, поэтому он может рассматривать любые уголовные и гражданские дела по всем составам преступлений и предметам спора, в том числе по конституционным вопросам. При этом основную массу дел по конституционным вопросам по первой инстанции разрешает Апелляционный суд. Вместе с тем по конституционным вопросам в качестве суда первой инстанции Верховный суд в исключительном порядке рассматривает дела о нарушениях, допущенных на президентских выборах, когда проигравший кандидат может инициировать проверку порядка проведения выборов.
Верховный суд состоит из главного судьи (англ. Chief Justice), а также не менее чем из десяти судей, которые назначаются президентом по согласованию с Комиссией по вопросам судебной системы. Главный судья возглавляет судебную власть в стране, он назначает заместителя председателя Верховного суда, который по должности возглавляет Апелляционный суд.
Верховный суд действует в составе:
- Апелляционной коллегии по конституционным делам (7 судей);
- Апелляционной коллегии по уголовным делам (5 судей);
- Апелляционной коллегии по гражданским делам (5 судей).

Главной задачей суда является обеспечение соблюдения законодательства, укрепление верховенства закона и демократии. Его решения не подлежат дальнейшему обжалованию и носят обязательный характер для органов исполнительной и законодательной власти, а также других органов.